# Тьон
Тьон (фр. Thionne) — коммуна во Франции, находится в регионе Овернь. Департамент коммуны — Алье. Входит в состав кантона Жалиньи-сюр-Бебр. Округ коммуны — Виши.
Код INSEE коммуны — 03284.

## Население
Население коммуны на 2008 год составляло 317 человек.
| 1962 | 1968 | 1975 | 1982 | 1990 | 1999 | 2008 |
| ---- | ---- | ---- | ---- | ---- | ---- | ---- |
| 461  | 489  | 427  | 374  | 337  | 306  | 317  |

## Экономика
В 2007 году среди 183 человек в трудоспособном возрасте (15—64 лет) 125 были экономически активными, 58 — неактивными (показатель активности — 68,3 %, в 1999 году было 67,2 %). Из 125 активных работали 109 человек (61 мужчина и 48 женщин), безработных было 16 (6 мужчин и 10 женщин). Среди 58 неактивных 8 человек были учащимися или студентами, 33 — пенсионерами, 17 были неактивными по другим причинам.

## Достопримечательности
- Замок Фужи (1593) с ландшафтным парком архитектора Франсуа-Мари Треве
- Замок Гут (XV век)
- Церковь Нотр-Дам (1887)
- Бывшая часовня Сен-Рош (XVI век)
- Бывшая часовня Гут (1563)
- Бывший бенедиктинский монастырь Ле-Мутье, основанный в XI веке Эктором де Жалиньи